# Zeno Hastenteufel
Zeno Hastenteufel (ur. 14 czerwca 1946 w Linha Rodrigues da Rosa, zm. 30 kwietnia 2025 w Porto Alegre) – brazylijski duchowny rzymskokatolicki, w latach 2007–2022 biskup Novo Hamburgo.

## Życiorys
Święcenia kapłańskie przyjął 8 lipca 1972 i został inkardynowany do archidiecezji Porto Alegre. Pełnił funkcje proboszcza w wielu parafiach archidiecezji oraz profesora miejscowego seminarium i Papieskiego Uniwersytetu Katolickiego.
12 grudnia 2001 został mianowany przez papieża Jana Pawła II biskupem Frederico Westphalen. Sakry biskupiej udzielił mu 8 marca 2002 ówczesny metropolita Porto Alegre, abp Dadeus Grings.
28 marca 2007 został przeniesiony na stolicę biskupią Novo Hamburgo.
19 stycznia 2022 papież Franciszek przyjął jego rezygnację z pełnionej funkcji.